# 마톈팡
마톈팡(중국어 간체자: 马天放, 정체자: 馬天放, 병음: Ma Tianfang, 한자음: 마천방, 1992년 7월 7일 ~ )은 중화인민공화국의 바둑 기사이다. 허베이성 창저우시 출신으로 아마추어 7단이다.

## 경력
중국 허베이성 창저우시에서 태어났다. 2005년 톈진시 농촌신용사배 아마추어 바둑 영재 그랑프리 대회에서 우승을 차지했고, 2010년 제4회 다이아몬드컵 아마추어 바둑 챔피언십과 국수배에서 우승했다. 2011년 아마추어 7단으로 승단했다.
2014년 제2회 바이링배 예선에서 랴오위안허와 민샹란, 왕쩌진을 차례로 누르고 본선 64강에 진출했지만 추쥔에게 져서 탈락했다. 이후 같은해 10월, 제4회 천이배 중국 아마추어 바둑 오픈 챔피언십에서 우승했다.